# Templo de Hibis

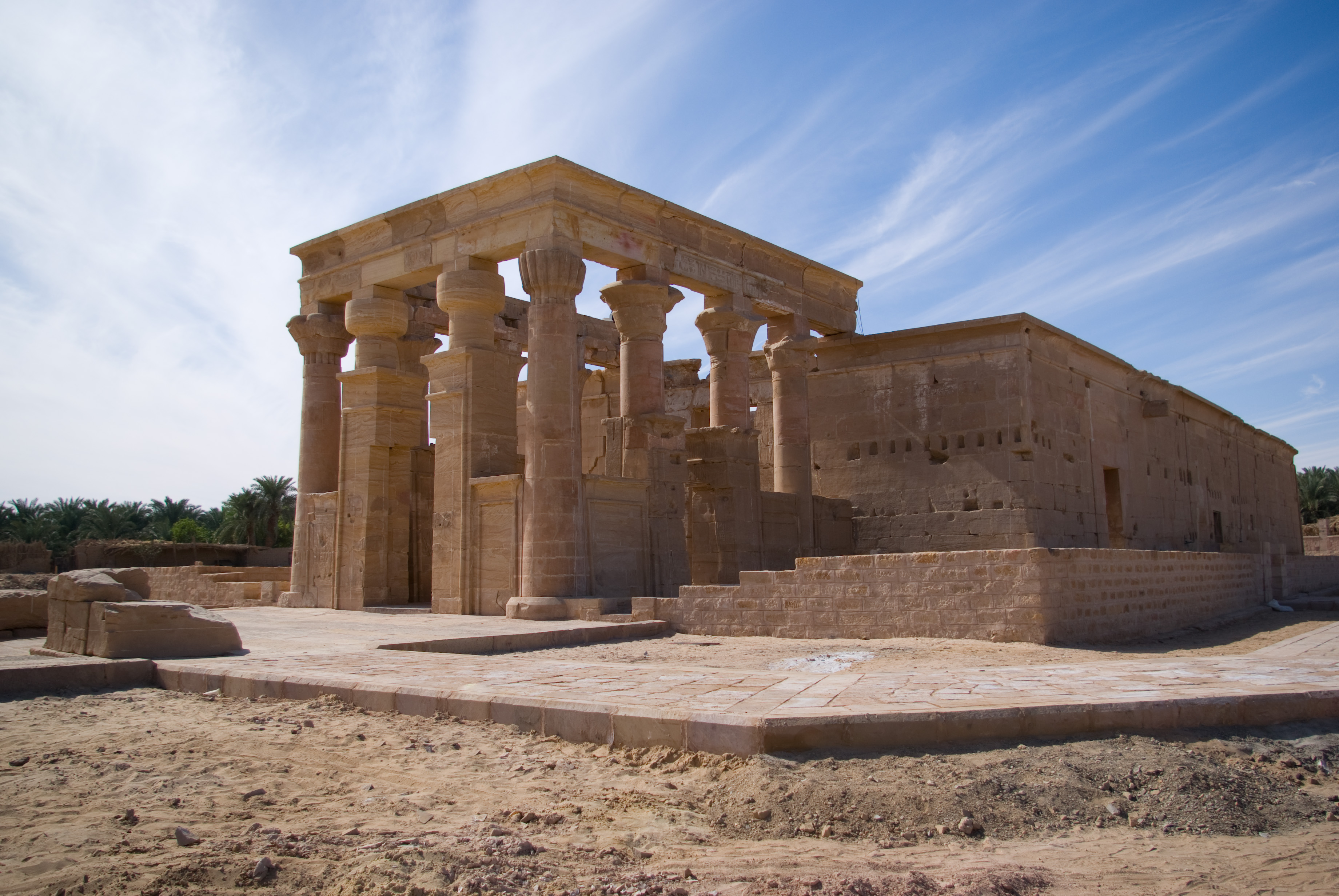
Vista general del Templo de Hibis.

El Templo de Hibis es el templo egipcio más grande y mejor conservado en el Jariyá (Oasis de Jarga), así como la única edificación de Egipto que data de la dinastía XXVI (o del período saita-persa, 664-404 a. C.) y que se ha conservado en relativo buen estado. Ubicado a unos dos km al norte del Jariyá, se dedicó a dos formas locales sincréticas del dios Amón: «Amón de Hibis» y «Amón-Ra de Karnak que mora en Hibis».

## Historia

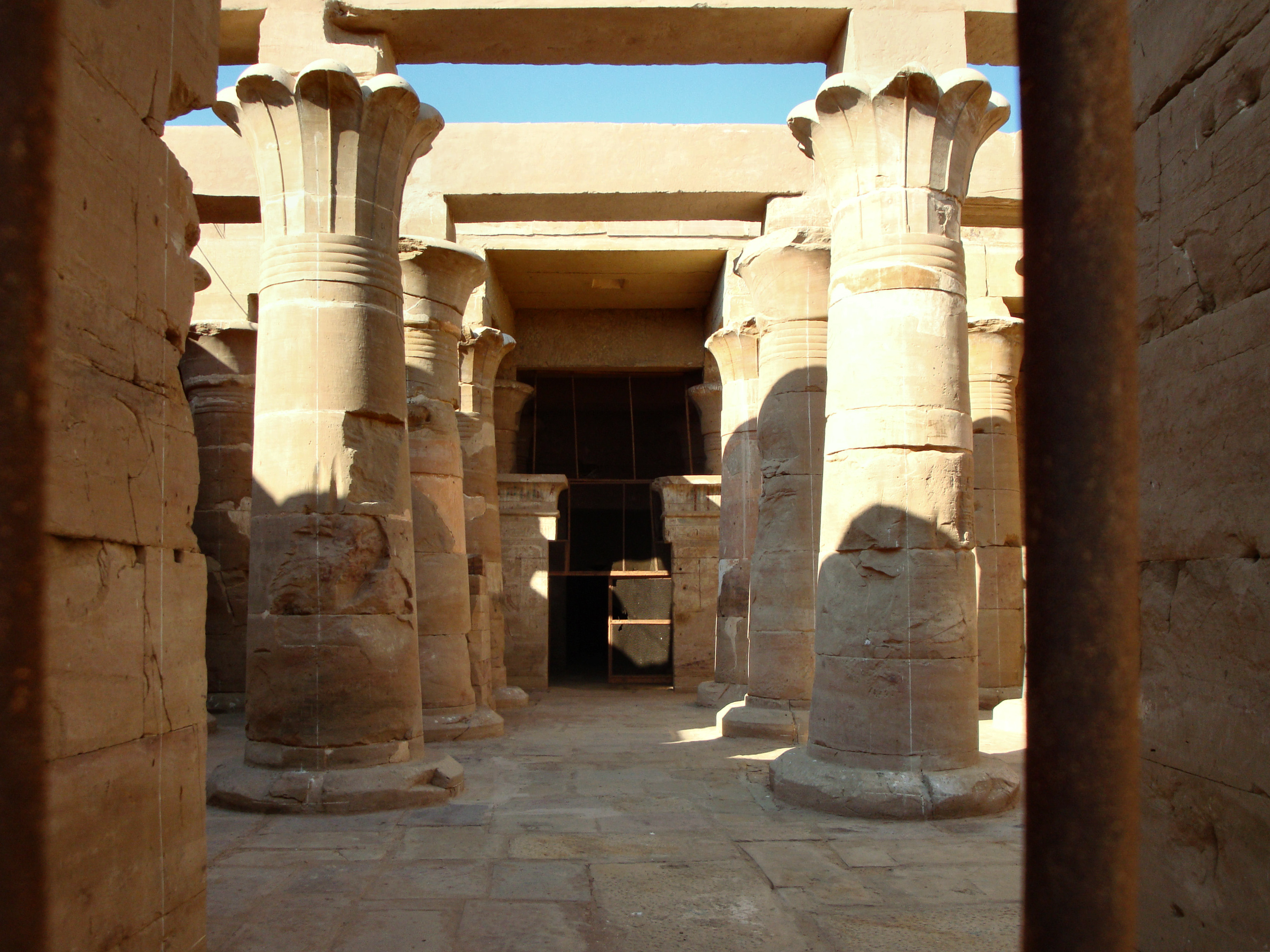
Columnas palmiformes en el templo de Hibis.

El templo de Hibis estuvo dentro de la ciudad de Hibis (egipcio: Hebet, que significa «el arado»), que actualmente se encuentra debajo de los cultivos. La construcción del templo comenzó durante la Dinastía XXVI, probablemente bajo el faraón Psamético II, o posiblemente incluso antes, durante la Dinastía XXV. Las evidencias arqueológicas sugieren que estaba edificado en el mismo lugar un templo más antiguo, que data del Imperio Nuevo de Egipto. Varias décadas después de Psamético II, durante la dinastía XXVII, el faraón aqueménida Darío I se interesó en el edificio, y relieves con su nombre están grabados en la decoración de los muros. Más adelante, otros gobernantes hicieron ampliaciones o decoraciones, como Acoris de la dinastía XXIX, especialmente Nectanebo I y Nectanebo II de la dinastía XXX, posiblemente Ptolomeo IV (dinastía Ptolemaica), y al menos un emperador romano.
Una primera campaña de excavación, organizada por el Museo Metropolitano de Arte de Nueva York, tuvo lugar en 1909–1911. Una más reciente, dirigida por Eugene Cruz-Uribe, comenzó en 1985.

## Descripción

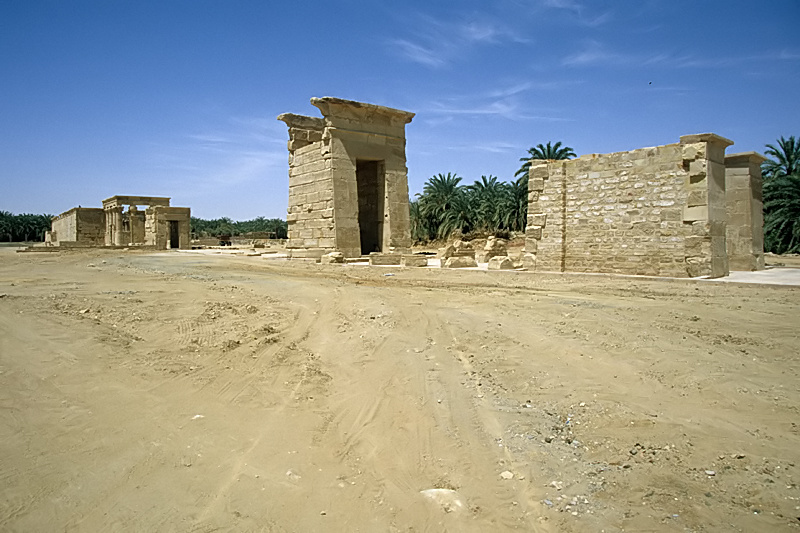
El camino procesional, con restos de los pilonos, que conduce a la sala hipóstila.

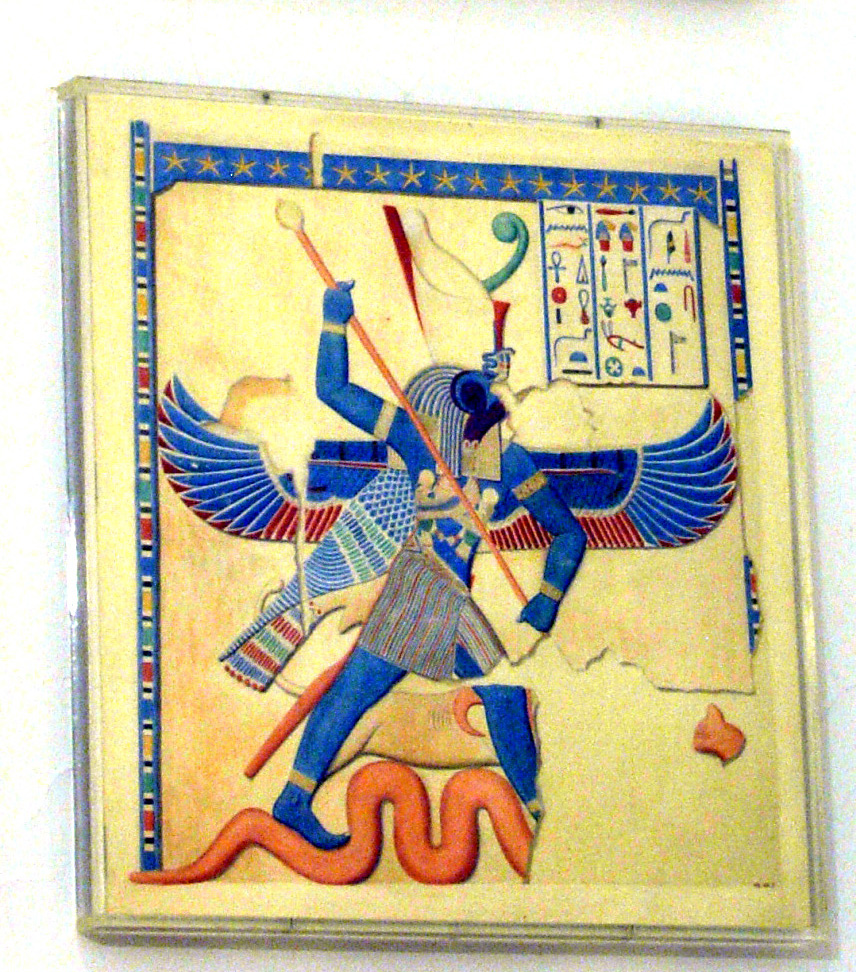
Seth lanceando a la serpiente Apep. Copia de un relieve del Templo de Hibis.

El templo tiene un gran parecido, tanto arquitectónico como con respecto a los textos inscritos, a los templos tebanos del Imperio Nuevo de Egipto y también del período ptolemaico, sin embargo, difiere de ambos debido a algunas peculiaridades, como el estilo bastante atrevido de las decoraciones.
Un largo camino procesional, flanqueado de esfinges, cruzaba los pilonos del templo. Estuvo originalmente rodeado por un lago, ahora desaparecido. La sala hipóstila tiene sus muros en forma de enormes rollos de papiro, con varias decoraciones y varios hitos dedicados al dios Amón, muchos de los cuales se conocen desde tiempos anteriores. Entre las decoraciones, destaca la representación de Seth derrotando a Apep, un tema que algunos historiadores de arte creen que es un precedente de San Jorge y el dragón.
Las paredes y el techo están dedicados a la teología tebana y a Osiris, respectivamente, mientras que el naos se subdivide en nueve registros horizontales, totalmente decorado con un panteón de dioses egipcios y figuras reales, con un total de casi 700 figuras. Al comienzo de cada registro, se representa al rey realizando un ritual; los nomos egipcios también están presentes, cada uno representado con forma osiriaca. En marcado contraste con la riqueza de estas representaciones, las inscripciones que las acompañan son breves o incluso están ausentes.
La conservación del Templo de Hibis es relativamente buena y puede atribuirse a su aislamiento. Sin embargo, desde hace varias décadas, el edificio está en peligro por un aumento del agua subterránea que está dañando sus cimientos, y el Consejo Supremo de Antigüedades de Egipto estuvo considerando un completo desmantelamiento y la reubicación de todo el templo.